# جيسي جونسون (مخرج أفلام)
جيسي جونسون (بالإنجليزية: Jesse V. Johnson) (و. 1971  م) هو مخرج أفلام، وكاتب سيناريو بريطاني، ولد في ونشستر.

## وصلات خارجية
- جيسي جونسون على موقع IMDb (الإنجليزية)
- جيسي جونسون على موقع ألو سيني (الفرنسية)
- جيسي جونسون على موقع أول موفي (الإنجليزية)
- جيسي جونسون على موقع قاعدة بيانات الأفلام السويدية (السويدية)
- جيسي جونسون على موقع قاعدة بيانات الفيلم (الإنجليزية)
- جيسي جونسون على موقع كينوبويسك (الروسية)
- جيسي جونسون على موقع كينوبويسك (الروسية)